# کلو گولگر
کلو گولگر (انگلیسی: Clu Gulager؛ ‏‎/ˈɡuːləɡər/‎؛ ‏ زادهٔ ۱۶ نوامبر ۱۹۲۸- درگذشته ۵ اوت ۲۰۲۲) بازیگر و کارگردان اهل ایالات متحده آمریکا است.
از فیلم‌ها یا برنامه‌های تلویزیونی که وی در آن نقش داشته‌است، می‌توان به پیرانا سه‌بعدی‌دی، قاتلان، ویرجینیایی‌ها، آخرین نمایش فیلم، بازگشت مردگان زنده، در دل شب، تیپهدس، لمس عشق و آن‌سوی نیمه شب اشاره کرد.